# Духовский, Сергей Михайлович
Серге́й Миха́йлович Духо́вский (Духовско́й; 7 октября 1838 — 1 марта 1901) — генерал от инфантерии, в 1893—1898 гг. приамурский, в 1898—1900 гг. туркестанский генерал-губернатор.

## Биография
Сергей Духовский родился 7 октября 1838 года. Воспитанник 1-го кадетского корпуса, из которого был выпущен 11 июня 1855 г. прапорщиком в лейб-гвардии Конно-гренадерский полк. Окончил Николаевскую инженерную академию и Николаевскую академию Генерального штаба с малой серебряной медалью.
30 августа 1859 года произведён в поручики. С 1862 года был назначен состоять при штабе Кавказской армии и принял участие в завершающем этапе Кавказской войны (на Черноморском ТВД). В 1864 году был произведён в капитаны (13 января) и награждён орденом Святого Владимира 4-й степени с мечами и бантом (2 апреля 1864 г.).
14 апреля 1865 года за отличие при покорении Западного Кавказа произведён в подполковники. 16 апреля 1867 г. Духовский получил чин полковника и занял должность начальника штаба Кубанской области; 17 марта 1869 г. получил орден св. Анны 2-й степени. С 2 ноября 1870 по 26 февраля 1872 г. состоял помощником начальника штаба Кавказского военного округа.
21 октября 1873 года Духовский был произведён в генерал-майоры. С 1872 г. состоял в распоряжении главнокомандующего Кавказской армией, причём на него была возложена разработка плана войны с Турцией на Кавказском театре; за отличное выполнение этой работы 30 августа 1876 г. был удостоен ордена св. Станислава 1-й степени.

11 ноября 1876 года Духовский был назначен начальником штаба Отдельного Кавказского корпуса, действовавшего на кавказско-турецкой границе — и 12 апреля 1877 г., с началом Русско-турецкой войны 1877—1878 гг., перешёл границу (командовал корпусом граф М. Т. Лорис-Меликов). За опасную рекогносцировку укреплений Ардагана был 31 июля 1877 г. награждён орденом св. Георгия 4-й степени 
За выполненную, с большой опасностью, под выстрелами ближайших неприятельских укреплений, рекогносцировку с определением во время её более слабых пунктов и наиболее выгодных позиций, движением с коих войска могут с меньшими потерями занять укрепления, за блестящее исполнение 5 мая, во время штурма крепости Ардагана, возложенной на него атаки левого фланга атакующей линии
 Во время войны принимал участие во всех крупных делах Кавказского ТВД. В начале 1878 года на Духовского было возложено командование Хнысским отрядом, направленным к верховьям Евфрата на случай военных действий в Курдистане, затем он был временным комендантом Эрзерума и исполняющим дела военного губернатора Эрзерумской области. Параллельно был назначен председателем соединённой русско-турецкой комиссии, определявшей условия перемирия на Кавказском театре и демаркационную линию. За войну 1877—1878 гг. Духовский был награждён орденами св. Анны 1-й степени с мечами (17 декабря 1878 г.) и св. Владимира 2-й степени с мечами (15 июля 1879 г.).
По окончании войны Духовский 20 мая 1879 г. был назначен начальником штаба Московского военного округа, 30 августа 1886 года произведён в генерал-лейтенанты.
С 9 марта 1893 по март 1898 года Духовский занимал пост Приамурского генерал-губернатора и командующего войсками Приамурского военного округа, заявив себя деятельным и энергичным администратором обширного региона. При Духовском заведены регулярные пароходные рейсы между Европейской Россией и Дальним Востоком; оборудован Владивостокский порт; Хабаровск соединён с Владивостоком железной дорогой, начата колонизация северных областей края и урегулировано сообщение с этими окраинами по берегу Охотского моря и Камчатки; создана газета «Приамурские ведомости».
Духовский принимал живое участие в организации Приамурского отдела Императорского Русского Географического общества и немало потрудился для развития в крае учебных заведений, устройства помещений для войск, улучшения быта офицеров, учреждения военных собраний и библиотек при них.
Будучи Наказным Атаманом Амурского и Уссурийского казачьих войск, генерал-лейтенант Духовский многое сделал для их развития и благоустройства. В 1895 г. им была организована кампания по переселению в Приамурье и Уссурийскую область (Восточную Маньчжурию) малоземельных казаков Донского и Оренбургского казачьих войск. Ещё ранее, в 1894 г., Атаман Духовский сформировал и юридически оформил Войсковой земельный запас: «Впредь до законодательного разрешения вопроса о границах казачьей территории» — он своею властью выделил казачьим войскам во временное пользование пустынные полосы вдоль Амура и Уссури. В переписке с Петербургом Сергей Михайлович мотивировал данное распоряжение «необходимостью подчинить пустынные пространства более действительному административному надзору». В обиходной казачьей речи Войсковой земельный запас именовался «наделом Духовского».
С 28 марта 1898 по декабрь 1900 года Духовский был Туркестанским генерал-губернатором и командующим войсками Туркестанского военного округа. По словам современника:

С назначением А. Н. Куропаткина военным министром, всем стало ясно, что дни барона Вревского в Туркестане сочтены. Духовской был человек не глупый и, быть может, в своё время очень полезный, но когда он был назначен в Туркестан, то это была уже развалина и в умственном, и в физическом отношениях. Непонятно, как могли назначить такую руину начальником огромного края, к которому только что присоединили ещё две области. Он был неспособен ни к какому труду и, свалив всё бремя управления на вновь назначенного на только что учреждённую должность помощника генерал-губернатора генерала Иванова, сам буквально ничего не делал, и или разъезжал с большою помпой по краю, или проживал в Петербурге, куда неоднократно выезжал, будто бы по делам службы.
— Фёдоров Г. П. Моя служба в Туркестане
Произведён 6 декабря 1900 года в генералы от инфантерии и с начала следующего года назначен членом Государственного совета. Умер 1 марта 1901 г., похоронен на Никольском кладбище Александро-Невской лавры.

## Брак и дети
Женился 11 апреля 1876 года на княжне Варваре Фёдоровне (1854—1931), дочери князя Ф. Г. Голицына. Супруга оставила обстоятельное описание круга знакомых в нескольких книгах мемуаров. Детей у них не было.
- Прапорщик (11.06.1855)[2]
- Поручик (30.08.1859)
- Штабс-капитан (30.08.1861)
- Капитан ген. штаба (13.01.1864)
- Подполковник (14.04.1865)
- Полковник (16.04.1867)
- Генерал-майор (21.10.1873)
- Генерал-лейтенант (30.08.1886)
- Генерал от инфантерии (06.12.1900)

- Орден Святого Владимира 4-й степени с мечами и бантом (1864)[2]
- Орден Святой Анны 2-й степени (1869)
- Орден Святого Владимира 3-й степени (28.03.1871)
- Орден Святого Станислава 1 ст. (1876)
- Орден Святого Георгия 4-й степени (1877)
- Орден Святой Анны 1-й степени с мечами (1878)
- Орден Святого Владимира 2-й степени с мечами (1879)
- Орден Белого Орла (30.08.1889)
- Орден Святого Александра Невского (30.08.1894)
- Алмазные знаки к Ордену Святого Александра Невского (1896)

## Память
В 1899 году ташкентская городская дума присвоила супругам Духовским звание «почётный гражданин Ташкента».
Именем Сергея Михайловича Духовского названы:
- Духовское — село в Тамбовском районе Амурской области.
- Духовское — село в Пограничном районе Приморского края.
- Духовское — село в Спасском районе Приморского края.

## Избранная библиография
- Даховский отряд на южном склоне гор в 1864 году. Текст воспроизведен по изданию: // Военный сборник, 1864, № 12.
- Русские в Эрзеруме в 1878 г. — СПб., 1878.
- Кроме того, им помещён ряд статей в «Военном сборнике».